# اكمة اونيس (ذي السفال)
اكمة اونيس

تعديل مصدري - تعديل

اكمة اونيس محلة تابعة لقرية الطهم، التابعة لعزلة الحبلة بمديرية ذي السفال إحدى مديريات محافظة إب في الجمهورية اليمنية، بلغ تعداد سكانها 29 حسب تعداد اليمن لعام 2004.